# Rafael González-Cobos
Rafael González-Cobos (Salamanca 1886-1970) fue un abogado y político español. Director general de Instrucción Pública en 1935.

## Trayectoria
Ejerció como abogado penalista, diputado provincial y presidente de la Diputación Provincial de Salamanca hasta 1922, gobernador civil de Zaragoza hasta el golpe de Estado de Primo de Rivera en 1923.
En la Segunda República continuó con su actividad política en el partido de Melquíades Álvarez y con su familiar Filiberto Villalobos, ministro de la República en tres ocasiones, presentándose a las elecciones a Cortes.
Fue nombrado director general de instrucción pública y Bellas Artes en 1935, en la etapa del Ministro Dualde. Asimismo fue presidente de la Unión Deportiva Salamanca en 1929, del Casino de Salamanca y presidente de la plaza de toros La Glorieta de Salamanca.